# 奧喬爾
57°53′N 54°43′E / 57.883°N 54.717°E
奧喬爾（俄语：Очёр）是俄羅斯彼爾姆邊疆區西部的一個城市、奧喬爾區行政中心，西距彼爾姆120公里。2002年人口15,563人。
1759年建立，1950年建市。